# Iwan Wolański
Iwan Wołanśkyj, Iwan Wolański, wzgl. Jan Emil Wolański (ur. w 1887, zm. 1950?, Argentyna) – ukraiński działacz społeczny w Galicji, polityk, prawnik, adwokat, działacz społeczny, poseł na Sejm w II RP.

## Życiorys
Był doktorem praw i adwokatem w Stanisławowie. Stał na czele „Ridnej Szkoły” w powiatach: stanisławowskim i tłumackim, był członkiem zarządu głównego „Ridnej Szkoły” i przewodniczącym Towarzystwa Skała, oświatowo-katolickiej organizacji powołanej przez ks. biskupa Grzegorza Chomyszyna. Od 1933 przewodniczący Ukraińskiej Katolickiej Partii Ludowej.
W 1935 roku został posłem IV kadencji wybranym 62 072 głosami z listy państwowej w okręgu wyborczym nr 66 (powiaty: stanisławowski, tłumacki i nadwórniański).
W 1938 roku został ponownie wybrany posłem na Sejm.